# Săcele, Constanța
Săcele là một xã ở hạt Constanţa, Dobruja, România. Năm 2011, Săcele có 2,027 người România (99.51%), 4 người Tatar (0.20%), 6 người dân tộc khác (0.29%).
Các làng trong xã Săcele:
- Săcele (tên lịch sử: Peletlia, tiếng Thổ Nhĩ Kỳ: Peletli)
- Traian - được đặt tên theo hoàng đế La Mã Trajan

## Cư dân nổi tiếng
- Gheorghe Hagi